# Dominique Faysse
Dominique Faysse est une actrice, monteuse et scénariste française. Elle est la femme du réalisateur François Dupeyron. Elle a joué dans plusieurs de ses films et devient la monteuse de ses longs-métrages à partir du film La Chambre des officiers.

## Filmographie

### Actrice
- 1982 : On est toujours trop bonne (court métrage) de François Dupeyron (la bonne)
- 1982 : La Dragonne (court métrage) de François Dupeyron (la dragonne)
- 1983 : Circulez y'a rien à voir de Patrice Leconte (la femme de ménage)
- 1988 : Une femme pour l'hiver (court métrage) de Manuel Flèche
- 1988 : Lamento (court métrage) de François Dupeyron (la fille)
- 1991 : Un cœur qui bat de François Dupeyron (Mado)
- 1994 : L'Eau froide d'Olivier Assayas (la mère de Christine)
- 1996 : Irma Vep d'Olivier Assayas (Maïté)
- 1997 : L'enfant du parking (court-métrage) de Claudine Bories

### Monteuse

#### Cinéma
- 1978 : L'Ornière (court métrage) de François Dupeyron
- 2001 : La Chambre des officiers de François Dupeyron
- 2002 : Pas d'histoire ! Regards sur le racisme au quotidien, (film collectif) épisode Poitiers, voiture 11 réalisé par François Dupeyron
- 2002 : La Repentie de Laetitia Masson
- 2003 : Monsieur Ibrahim et les Fleurs du Coran de François Dupeyron
- 2004 : Inguélézi de François Dupeyron
- 2006 : Le Grand Meaulnes de Jean-Daniel Verhaeghe
- 2008 : Aide-toi, le ciel t'aidera de François Dupeyron
- 2009 : Conversations à Rechlin de François Dupeyron
- 2009 : Dans tes bras de Hubert Gillet
- 2013 : Mon âme par toi guérie de François Dupeyron

### Télévision

#### Téléfilms
- 2010 : La Femme qui pleure au chapeau rouge de Jean-Daniel Verhaeghe
- 2011 : Chez Maupassant (épisode Une partie de campagne) de Jean-Daniel Verhaeghe
- 2012 : Qu'est-ce qu'on va faire de toi ? de Jean-Daniel Verhaeghe

#### Documentaires
- 1977 : Beaubourg, centre d'art et de culture de Roberto Rossellini
- 1996 : Le Convoi de Patrice Chagnard
- 1997 : Cette télévision est la vôtre de Mariana Otero
- 1999 : Monsieur contre Madame de Claudine Bories
- 2006 : Dans un camion rouge de Patrice Chagnard
- 2012 : La Vie en vrac de Elisabeth Kapnist

#### Scénariste
- 1988 : Drôle d'endroit pour une rencontre (scénario écrit avec François Dupeyron)

## Distinctions
- Césars 1989 : nomination pour le César du meilleur scénario original ou adaptation